# Alutu
L'Alutu est un volcan situé entre les lacs Ziway et Langano dans la région Oromia en Éthiopie.
D'une hauteur de 2 335 m, c'est un stratovolcan composé de multiples fissures volcaniques situées le long d'un étroit graben entre les deux lacs. Aujourd'hui, le volcan fait l'objet d'un programme d'exploitation géothermique.